# Craig Burroughs
Craig Edward Burroughs (* 15. Juni 1942 in Waterloo (Iowa); † 1. November 2011 in Zion (Illinois)) war ein US-amerikanischer Unternehmer und Unternehmensberater, der mehrere regionale Bahngesellschaften (Short Lines) betrieb. Seine in den 1970er-Jahren gegründeten Firmen zählten zu den ersten, die mit beginnender Deregulierung des amerikanischen Schienenverkehrsmarkts neu entstanden, teilweise jedoch auch zu den ersten, die wieder aufgegeben wurden.

## Leben
Craig Burroughs wuchs in Greene (Iowa) auf. Von 1959 bis 1965 studierte er – mit einer zweijährigen Pause, in der er als Sachbearbeiter für die Union Pacific Railroad tätig war – Betriebswirtschaftslehre an der Iowa State University. Anschließend arbeitete in der Verwaltung der Chicago, Rock Island and Pacific Railroad in Chicago und erwarb parallel einen Masterabschluss an der Kellogg School of Management.
Ende 1971 gab Burroughs seine Angestelltentätigkeit auf, nachdem er den Auftrag über Rangierdienste auf der neuen Anschlussbahn des Highland Industrial Park in East Camden im Bundesstaat Arkansas gewann. Die dazu gegründete East Camden & Highland Railway (EACH) nahm 1972 den Betrieb auf und wurde in den 1980er-Jahren an den Betreiber des Industrieparks verkauft.
Im Jahr 1972 gründete Burroughs mit einem Partner die Great River Railroad, die von der Chicago and North Western Railway die etwa 45 km lange Bahnstrecke Winfield–Oakville–Keithsburg einschließlich der Hubbrücke über den Mississippi River erwarb. Die Pläne, über diese Strecke Getreide zu Binnenschiffen und Düngemittel in der Gegenrichtung zu befördern, konnten jedoch nicht umgesetzt werden; die Strecke wurde in den 1970er-Jahren aufgegeben. 1981 wurde die ungenutzte Hubbrücke durch Vandalismus beschädigt, woraufhin sie auf Kosten der Great River Railroad teilweise abgebaut werden musste, um die Schifffahrt nicht zu behindern.
1973 formte Burroughs die Holding Trans-Action Associates, Inc. mit Sitz in Joliet (Illinois), die wiederum die Bahngesellschaft Louisiana Midland Railway (LOAM) mit ihrer 124 km langen Bahnstrecke (Vidalia–)Ferriday–Packton im Nordosten von Louisiana erwarb und dort am 28. April 1974 den zuletzt durch die Illinois Central Gulf Railroad (ICG) durchgeführten Güterverkehr selbst übernahm. Burroughs übertrug in Folge auch seine Anteile an der Great River Railroad auf Trans-Action Associates. Nachdem Trans-Action Associates im Dezember 1981 aufgelöst worden war, übernahm Burroughs die Louisiana Midland Railway direkt. Im Juli 1985 wurde der Betrieb jedoch mangels Rentabilität eingestellt.
1974 war Burroughs zudem an der Gründung der Columbus and Greenville Railway (CAGY) beteiligt, die von der ICG die etwa 270 km lange Bahnstrecke Columbus–Greenville in Mississippi übernahm und im Güterverkehr betrieb. Von August 1977 bis Juli 1979 betrieb die von Burroughs geführte und über Trans-Action Associates gehaltene Erie Western Railway Bahnstrecken mit einer Gesamtlänge von rund 300 km in den US-Bundesstaaten Indiana und Illinois, auf denen Güterverkehr angeboten wurde.
Im Dezember 1979 konnte Burroughs bzw. Trans-Action Associates den südlichen Teil der etwa 290 km langen Bahnstrecke Springfield–Shawneetown in Illinois von der Baltimore and Ohio Railroad erwerben, 1983 auch den nördlichen Abschnitt. Für den Betrieb von Infrastruktur und Güterverkehr wurde die Prairie Trunk Railroad (PARY) gegründet. Im Juni 1981 übernahm Burroughs ferner die im selben Bundesstaat gelegene Strecke Decatur–Paris von der Wabash Valley Railroad und 1982 die etwa 130 km lange Verbindung Paris–Mount Carmel, zu deren Betrieb die Prairie Central Railway (PACY) registriert wurde. PARY und PACY mussten den Betrieb jedoch 1984 aus wirtschaftlichen Gründen einstellen.
Burroughs war ab den 1980er-Jahren vor allem als Unternehmensberater tätig. Von Juni 1992 bis März 1995 betrieb Burroughs mit der Wisconsin and Michigan Railway (WMR) erneut eine Short Line. Seit den 1990er-Jahren bis zu seinem Tod 2011 infolge einer Krebserkrankung war Burroughs vor allem als Verfechter einer Bahnverbindung zwischen Kanada, Alaska und Russland mit einem Tunnel unter der Beringstraße (dem Beringstraßentunnel) tätig, wofür er mit der Pacific Rim Railway und der Northern Inter-Continental Enterprises auch zwei Unternehmen in Anchorage gründete.